# Атомни бомбардировки на Хирошима и Нагасаки
Атомната бомбардировка над Хирошима и Нагасаки е военна операция, проведена от ВВС на САЩ, срещу японските градове Хирошима и Нагасаки на 6 и 9 август 1945 г., по време на Втората световна война.
В утрото на 6 август 1945 г., военен самолет от армията на САЩ бомбардировач B-29 „Енола Гей“, с командир на екипажа – полковник Пол Тибетс, хвърля над японския град Хирошима атомна бомба „Little Boy“ (в превод от английски: „Малчугана“). Три дни по-късно е хвърлена и втора атомна бомба – „Fat Man“ („Дебелака“), с която е разрушен град Нагасаки.

## Създаване на атомната бомба
Съединените щати, ползвайки се с поддръжката на Великобритания и Канада, проектират и построяват първите атомни бомби в рамките на така наречения Манхатънски проект. Първоначално проектът бил започнат по инициатива на учени – бежанци от Европа и американски учени, които подозират, че Нацистка Германия също разработва проект за атомна бомба. Както по-късно става ясно, (Мисия „Алсос“), германската програма не е толкова мащабна и напреднала като американската. Проектът „Манхатън“, в пика на своето развитие, е разработван от около 130 000 души от 30 учреждения в САЩ и струва приблизително 2 милиарда щатски долара (приблизително 22 млрд. долара в днешни дни), което го прави една от най-мащабните и скъпи изследователски програми в историята.
Първата ядрена бомба, наричана просто с наименованието „Устройството“ (на английски: Gadget), е била взривена в рамките на изпитанията на „Тринити“ (на английски: Trinity, в превод – Св. Троица) близо до Аламогордо в щата Ню Мексико, на 16 юли 1945 година. В Хирошима и Нагасаки били взривени втората и третата ядрена бомба, което и до днешни дни остава единственото бойно използване на ядрено оръжие.
По време на Втората световна война както съюзниците, така и страните от Оста, активно прилагат стратегическите бомбардировки за разрушаване на гражданска инфраструктура. В повечето случаи тази стратегия води до множество жертви сред мирното население и използването било спорно. В хода на Втората световна война само в Япония са унищожени почти напълно 60 града, а бомбардировките на Токио и Кобе отнемат живота на повече от 100 000 души.
След три и половина години пряко участие на САЩ във Втората световна война страната дава около 400 000 жертви, като почти половината от тях стават жертви на военните действия срещу Япония. Няколко месеца преди бомбардировката над Хирошима и Нагасаки се провежда тежката битка за остров Окинава, в която само жертвите сред населението са между 50 000 и 140 000 души, японската армия дава около 100 – 125 000, а американската – около 72 000 жертви.
В двумесечната битка за най-малкия японски остров гарнизонът се бие до последния човек и нанася тежки загуби на американците. Американците считат, че навлизането в Япония би било съпроводено с милиони жертви.
Президентът на САЩ Хари Труман, който не знае за разработката на ядрено оръжие по проекта „Манхатън“ до смъртта на Франклин Рузвелт, взема решение с военните ръководители на страната да използват ядрено оръжие срещу Япония.
На 26 юли 1945 година, Труман и останалите лидери на антихитлеристката коалиция изказват позиция на Потсдамската конференция, която е отразена в декларация – ултиматум към Японската империя за капитулация.
Труман казва в изявление на конференцията:
| „ | Пълното обединение на нашите военни сили, подкрепени от нашата решимост, означава неизбежно и окончателно унищожение на японските въоръжени сили, дори с цената на пълното опустошение на японските градове… Ние призоваваме правителството на Япония да провъзгласи веднага безусловна капитулация на всички японски въоръжени сили и да даде надеждни и достатъчни доказателства за своите добри намерения за това. Иначе Япония я очаква бърз и унищожителен разгром. | “ |

В декларацията не се споменава нищо за ядрено оръжие. То все още се пази в строга тайна.
На следващия ден, японските вестници съобщават, че декларацията, текстът на която е излъчен по радиото и разпръснат в листовки от самолети, е отхвърлена. Правителството на Япония не проявява желание да приеме ултиматума.
На 28 юли премиер-министъра Кантаро Судзуки заявява на пресконференция, че Потсдамската декларация не е нищо повече от старите доводи, декларирани на конференцията в Кайро. Император Хирохито, очакващ отговор от СССР на уклончивите дипломатически ходове на японците, не променя решенията на правителството. На 31 юли в разговори дава да се разбере, че императорската власт трябва да се защити на всяка цена.
Същевременно към юли 1945 разузнаването на САЩ е разполагало с достатъчно данни, че всяка отстъпка от изискването за „безусловна“ капитулация би била достатъчен повод за императора и висшето военно командване на японската армия да приемат капитулацията.

## Избор на цели за бомбардировка
Комитетът по избиране на целите, които да бъдат подложени на бомбардиране, разположен в Лос Аламос, предлага като възможни цели градовете Киото, Хирошима, Йокохама и арсенала в Кокура. Комитетът отхвърля идеята за използване на ядрени бомби само срещу военни цели, тъй като при сравнително малка цел, която не е обкръжена от обширен населен район, съществува голяма вероятност от пропуск. Психологическият ефект върху населението на Япония бил важен за членовете на комитета. Също така стигат до заключението, че първата използвана бомба трябва да е достатъчна за международното признание на оръжието. Членовете изтъкват, че в Киото (интелектуален център на страната), населението „най-добре ще оцени значението на оръжието“. Хирошима е избрана по-късно като цел, най-вече поради големия брой жители и поради факта, че там са разположени важни военни центрове, а и градът е обкръжен от хълмове, което ще „фокусира“ ефекта от бомбата.
Министърът на отбраната на САЩ Хенри Стимсън зачерква Киото от списъка на целите поради неговото културно значение, въпреки съпротивата на генерал-лейтенант Лесли Гроувс (началник на проекта „Манхатън“). По думите на професор Едуин О. Райшауер, „Стимсън знае и цени Киото от времето на неговия меден месец там, десетилетия по-рано“.
На 25 юли генерал Карл Спаац получава заповед да бомбардира една от следните цели: Хирошима, Кокура, Ниигата или Нагасаки, на дата след 3 август, когато позволяват метеорологичните условия.

## Хирошима

### Хирошима по време на Втората световна война
В дните преди бомбардировката Хирошима е град с развита тежка промишленост и с военно значение. Във и около града са разположени няколко военни лагера и щабът на Пета дивизия и Втора основна армия на фелдмаршал Сунроку Хата, командващ защитата на Южна Япония. Освен това Хирошима е и важна продоволствена база за армията, важен транспортен и сборен възел. Той е един от няколкото града, при които бомбардировката би дала идеална представа за действието на новото оръжие. По други сведения, генерал Спаац съобщава пред комитета по избор на целите, че единствено в Хирошима няма лагер за военнопленници, което кара Вашингтон да даде на целта най-висок приоритет.
В центъра на града има няколко здания от железобетон и тухлени леки постройки. Зоната извън центъра е гъсто застроена от дървени постройки. В покрайнините са разположени големи заводи.
Населението на Хирошима достига максимум 381 000 жители в ранните години на войната. В хода на войната населението намалява значително, най-вече поради систематичната евакуация на населението, по нареждане на правителството, поради опасността от бомбардировки. По време на бомбардировката населението на града е приблизително 255 000 жители (тази оценка за броя на пребиваващите е основана на регистрацията на населението, допълнителните работници и военни, но данните може и да са неточни).

### Бомбардировка
Хирошима е основна цел (резервни били Кокура и Нагасаки) на първата американска мисия за атомно бомбардиране на 6 август 1945 година. В бомбардировача B-29 Enola Gay, предназначен за изпълнение на задачата, командир и пилот е командирът на 509-а обединена ескадрила полковник Пол Тибетс. Той излита от военната авиобаза Норд Фийлд, разположена на остров Тиниан, в западната част на Тихия океан. Полетът продължава около 6 часа. При излитането времето е добро, екипажът и оборудването работят изправно. Флотският капитан Уилям Парсънс поставя детонатора малко преди излитането на самолета.
Около час преди бомбардировката японските радари за ранно предупреждение фиксират приближаването на няколко американски самолети, които се отправят в посока Южна Япония. Обявена е тревога, направено е радиообръщение в много градове, включително Хирошима. Самолетите приближават към крайбрежието на много голяма височина. Около 08:00 часа, операторът на радара в Хирошима определя, че броят на приближаващите се самолети е много малък, не повече от три, и въздушната тревога бива отменена, а японците решават да не прихващат такова малко формирование с цел икономия на гориво и самолети. По радиото е предадено стандартното съобщение, че е разумно населението да се отправи към бомбоубежищата, „ако врагът атакува, но това не се очаква“. Не е проведено каквото и да е проучване на самолетите.
Трите самолета B-29, нанасящи удара са: „Enola Gay“ (главен самолет, кръстен на майката на полковник Тибетс), „The Great Artiste“ (носещ измервателни прибори) и неназован тогава B-29 (по-късно кръстен „Necessary Evil“, в превод от английски: „необходимото зло“), носещ фотоапаратура.
В 08:15 часа местно време „Enola Gay“ хвърля ядрената бомба, назована „Mалчугана“ – 50-килограмово ядро от уран-235 с взривен еквивалент от около 13 килотона тротил в центъра на Хирошима. Бомбата се взривява на около 600 метра над повърхността, при което на място загиват около 70 – 80 000 души. Зоната на пълно разрушение е около 1,4 km. в радиус. Пожарите, избухнали след взрива, засягат около 11,4 km2. 90% от зданията са унищожени или силно повредени.

## Нагасаки

### Нагасаки по време на Втората световна война
Град Нагасаки е едно от най-големите пристанища в Южна Япония и е от голямо значение във войната поради разнообразната промишлена дейност, включително производството на снаряжение, военната екипировка на кораби и други военни материали. За разлика от модерна Хирошима, голяма част от жилищата са старомодни японски конструкции, изградени от дърво с керемидени покриви. Много от по-малките заводи и бизнес субекти също се помещават в сгради, изградени от дърво или други материали, които са неустойчиви на експлозии. Нагасаки е град, развиващ се с бързи темпове, но е учудващо, че няма определен план за градоустройство; жилищните сгради са строени възможно най-близо до други сгради.
Нагасаки никога не е подлаган на голяма бомбардировка преди експлозията на ядрената бомба. На 1 август 1945 г. много бомби със силен експлозив са хвърлени върху града. Няколко от тези бомби опустошават корабостроителници и области в югоизточната част на града, включително сградите на известната фирма Мицубиши Мотърс. Шест бомби попадат на територията на Медицинския комплекс в Нагасаки, като три от тях са директно върху сградата. Вредата от тези бомби е малка, но създава паника в Нагасаки и много хора, най-вече ученици от провинциалните области са отведени на безопасни места и затова населението на града значително намалява преди ядрената атака.

### Бомбардировката
На сутринта на 9 август 1945 г. американският стратегически бомбардировач B-29 „Суперфортрес“, на борда на който е 393-ти ескадрон, командван от майор Чарлз Суини. Товарът на бомбардировача е атомна бомба (с кодово наименование „Дебелака“ – 6,4-килограмово ядро от плутоний-239 с взривен еквивалент от около 21 килотона тротил), чиято първостепенната цел е град Кокура, а второстепенната е Нагасаки.
Планът се развива по подобие на този за Хирошима. Наблюдателите в метеорологичните самолети докладват, че времето е подходящо за атака. Когато двата самолета пристигат до крайбрежието на Япония, третият самолет, Биг Стинк, командван от офицер Джеймс Хопкинс, не е на уговореното място, забавя се около 30 – 40 минути и Суини решава да продължи без Хопкинс. Пристигайки над Кокура с половин час закъснение, лошите метеорологични условия (70% облачност) не позволяват изпълнението на атаката. След три обиколки над града и поради намаляване на горивото, бомбардировачите се насочват към второстепенната цел – Нагасаки, където в 11:01 ч. е извършена бомбардировката.

## Жертви
Изчисляването на човешките жертви от двете бомби е затруднено от няколко фактора: ниска достоверност на записките за населението, правени по това време в Япония, огромен брой жертви, починали малко по-късно или години след бомбардировките, или стремежът да бъде преувеличен броят на жертвите от японска страна, в зависимост от политическите намерения.
Счита се, че жертвите в Хирошима са между 90 000 – 140 000 души, а в Нагасаки между 60 000 – 80 000, като болшинството от жертвите са сред цивилното население. Други източници посочват 330 000 убити, 476 000 ранени и 9 200 000 бездомни.

## Комисия по жертвите на атомните бомбардировки
Atomic Bomb Casualty Commission (комисия за жертвите на атомната бомба) е комисия, създадена през 1946 г. в съответствие с президентска директива на Хари С. Труман. Единствената цел на комисията е да извършва изследвания върху оцелелите от атомните бомби, защото вярвали, че няма да имат друга такава възможност, освен ако не настъпи следваща световна война.
Поради тази причина комисията изследвала здравето на хибакуша, но не ги лекувала. Американските лидери смятали, че лекуването на хибакуша би било признание за отговорността за техните наранявания. В резултат на това хибакуша се чувствали третирани като опитни зайци от комисията ABCC.
ABCC комисията също се фокусирала върху квартала Нишияма в Нагасаки. Между хипоцентъра и Нишияма имало планини, които предотвратили директното достигане на радиация и топлина от експлозията, и нямало щети. Но поради падащата пепел и дъжд се оказало, че има значителна радиация. Затова след войната били проведени здравни изследвания, без населението да бъде информирано за целта им. Първоначално изследванията в Нишияма били извършвани от американската армия, но по-късно били прехвърлени на ABCC комисията.
Няколко месеца след атомните бомбардировки хората в Нишияма показали значително увеличение на броя на белите кръвни клетки. При животни може да се развие левкемия след облъчване на цялото тяло, затова искали да проучат какво се случва при хора. Освен това при хора било диагностицирано остеосарком след орално приемане на радиоактивен материал. Според доклада, написан от ABCC комисията, жителите на квартала Нишияма, които не са били пряко засегнати от атомните бомбардировки били идеална популация за наблюдение на ефектите от остатъчната радиация.
САЩ продължили изследванията върху остатъчната радиация, след като Япония станала независима, но резултатите никога не били предадени на жителите на Нишияма. В резултат на това жителите продължили да се занимават със селско стопанство след Втората световна война, което довело до увеличаване на пациентите с левкемия и смъртните случаи.
След атомните бомбардировки японски учени искали да извършат изследвания, за да помогнат за лечението на хибакуша, но SCAP не позволил на японците да изследват щетите от атомната бомба. Особено строгите правила до 1946 г. довели до повече смъртни случаи от радиация.
Ако хибакуша отказвали да се подложат на рутинни медицински прегледи, ABCC ги заплашвала да ги изправи пред военен съд за военни престъпления. Освен това, ако хибакуша умирали, ABCC лично посещавала техните домове и отнемала телата им за аутопсия. ABCC комисията също се опитвала да вземе телата на мъртвородени близнаци за изследване. Смята се, че поне 1500 органа са изпратени в Института по патология на въоръжените сили във Вашингтон.

## Критики към бомбардировката
Бомбардировките над Хирошима и Нагасаки са критикувани като ненужни, безпринципни, расистки и милитаристични действия от страна на САЩ. Тя става основа на разгорялата се по-късно надпревара във въоръжаването между бившите съюзници СССР и САЩ, тъй като Сталин е бил сериозно разтревожен от наличието на подобно оръжие у „идеологическия враг“.